# Львове (Керченський район)
Льво́ве (до 1948 — Джан-Тору́, крим. Can Toru) — село Керченського району Автономної Республіки Крим.
Відстань від райцентру до населеного пункта становить 79 кілометрів по прямій.
У 2023 році у проєкті Постанови Верховної Ради України «Про перейменування деяких населених пунктів Автономної Республіки Крим» село запропоновано перейменувати на Джан-Тору.

## Галерея

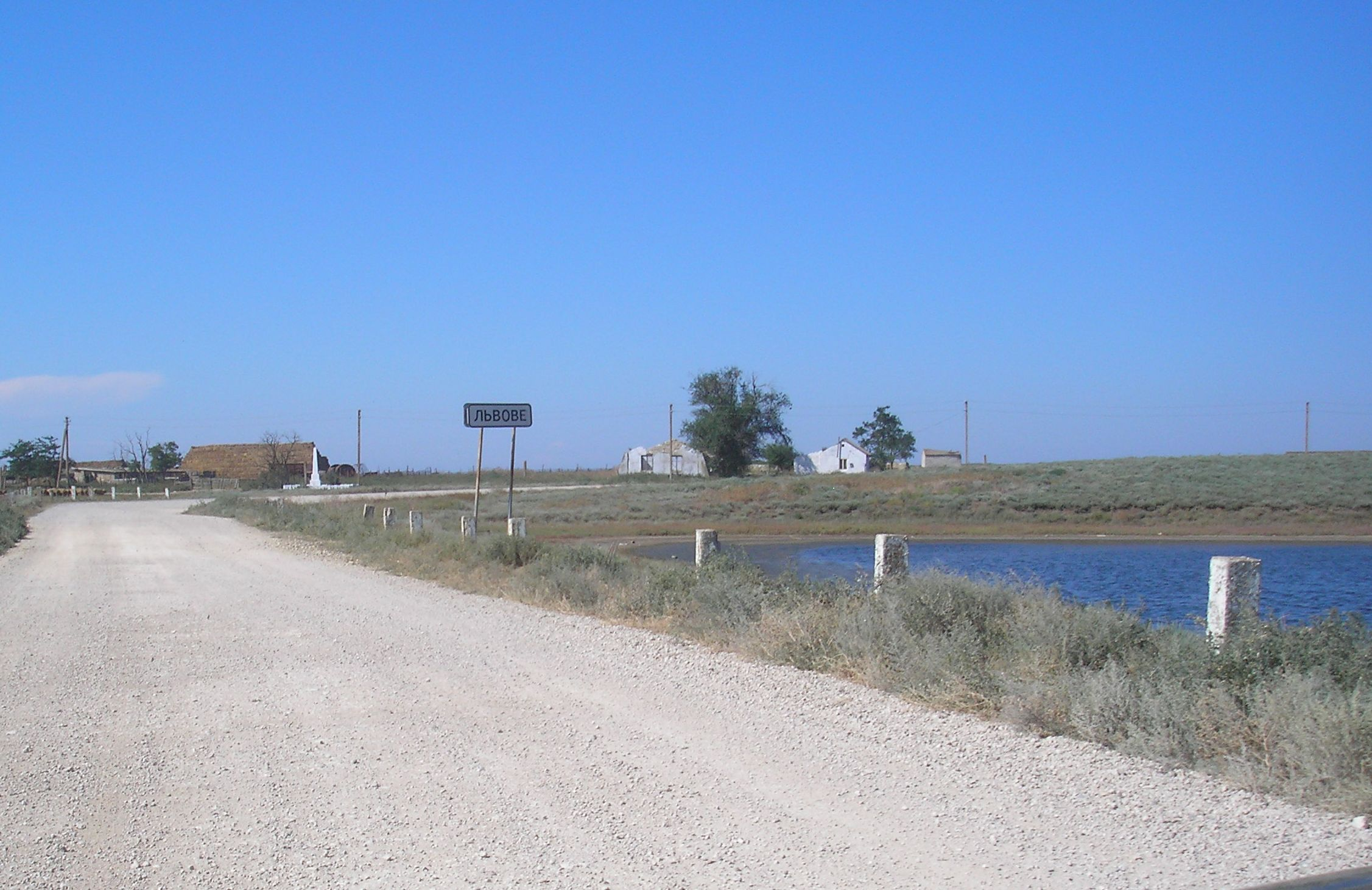
В'їзд до села
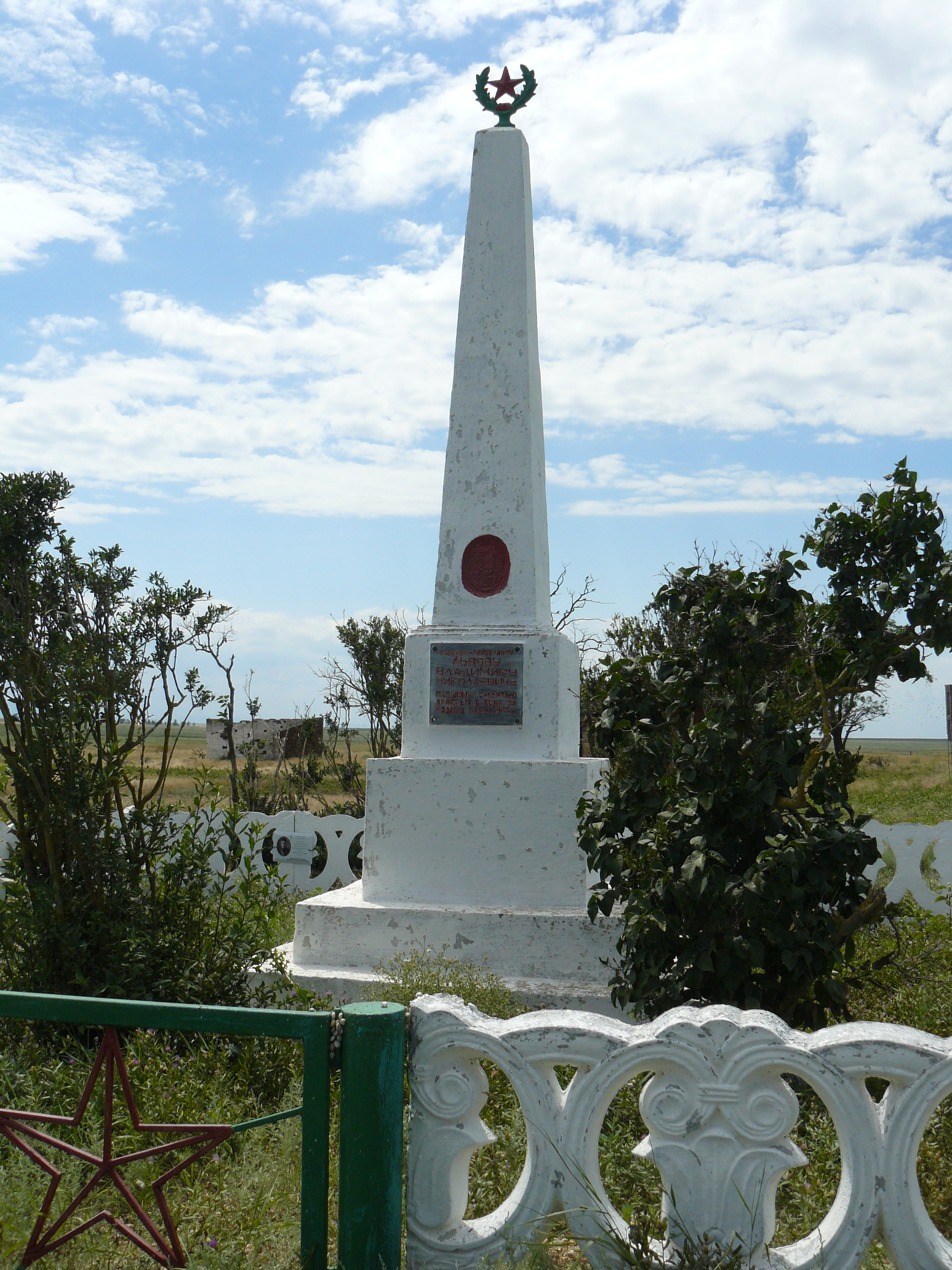
Пам'ятний знак на честь генерал-лейтенанта В.Н.Львова, командувача 51 Армією Кримського фронту.
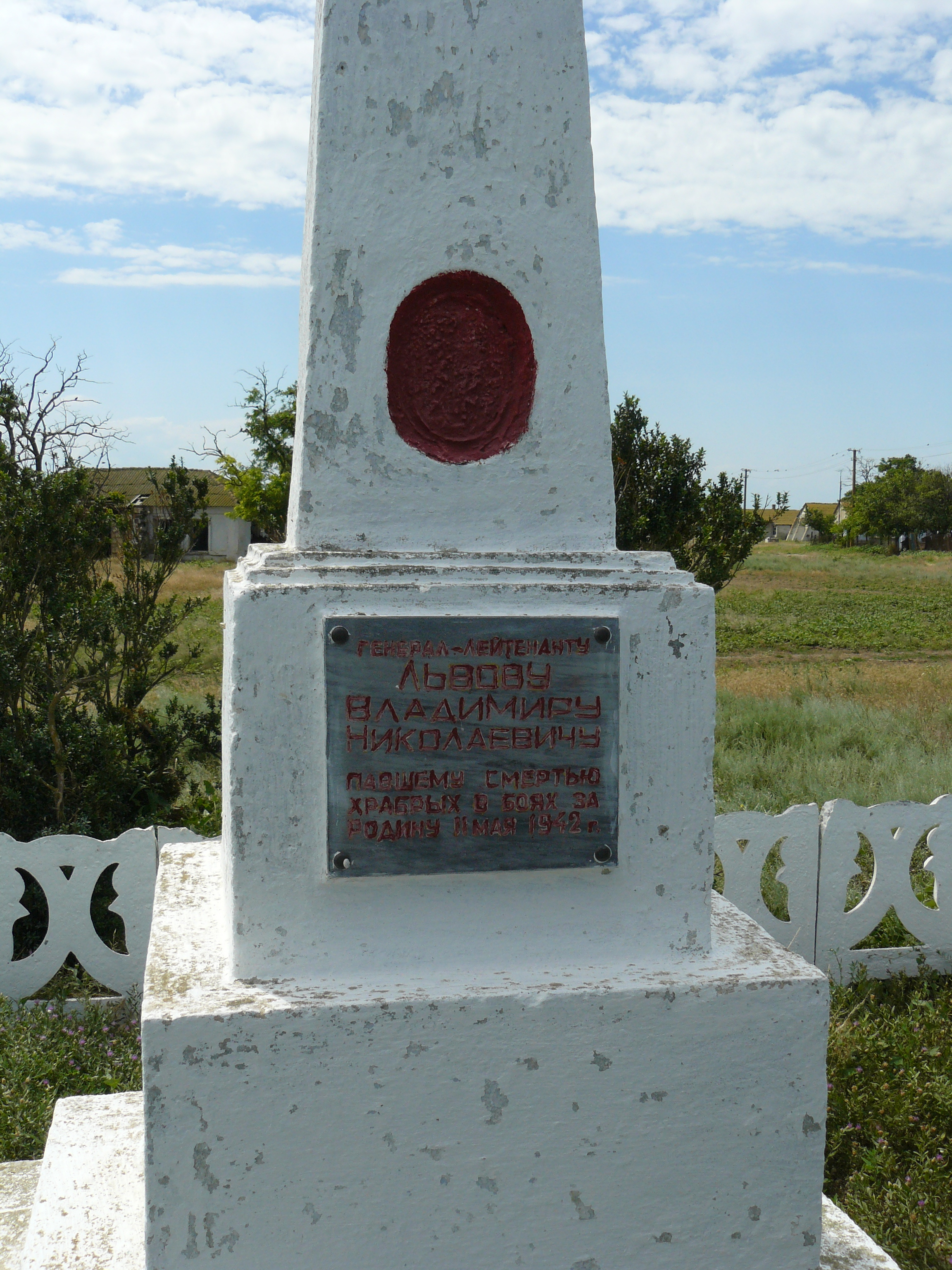
Пам'ятний знак на честь генерал-лейтенанта В.Н.Львова, командувача 51 Армією Кримського фронту.
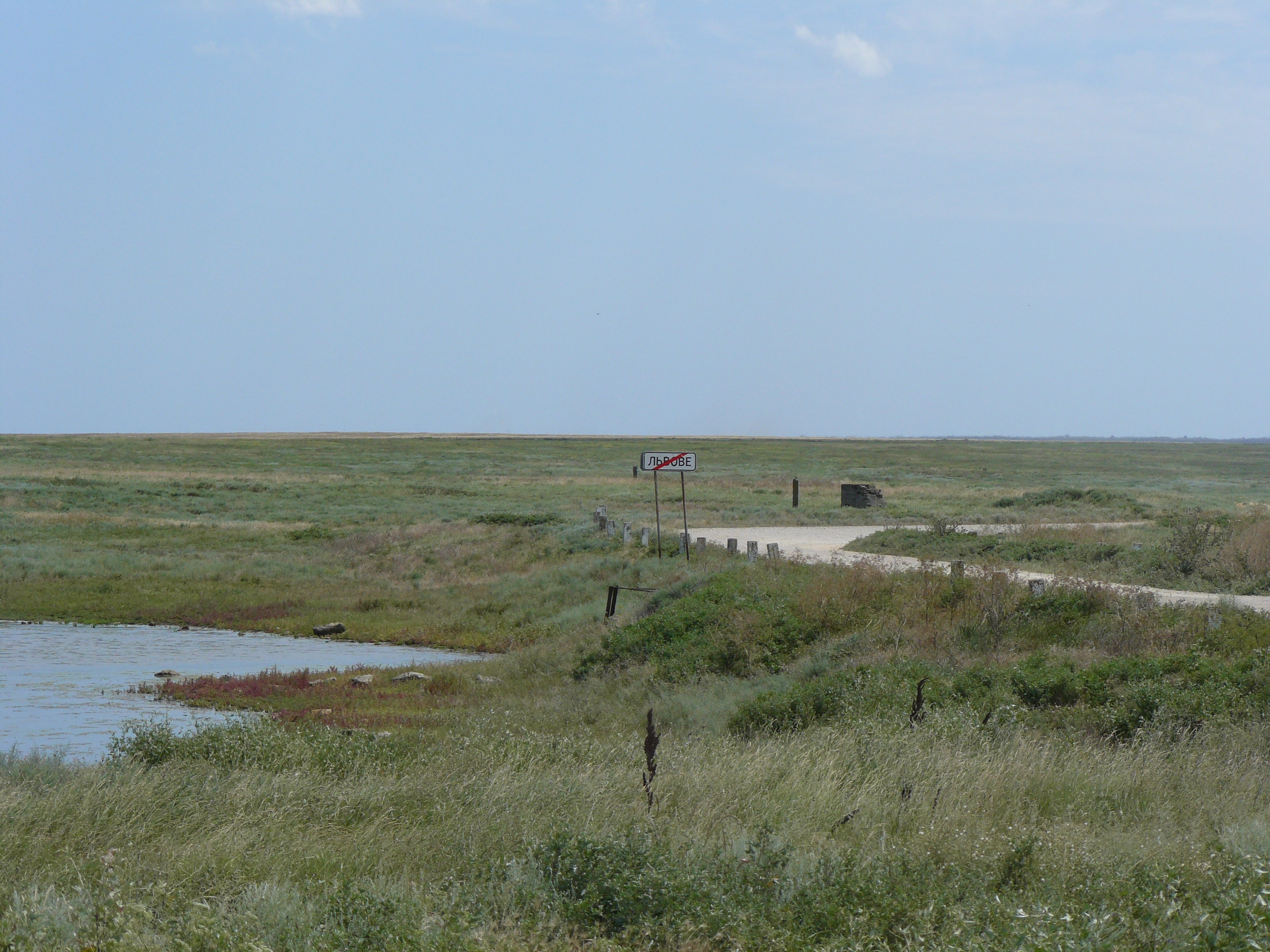
В'їзний знак